# Église apostolique arménienne Sainte-Marie-Mère-de-Dieu
L'église apostolique arménienne Sainte-Marie-Mère-de-Dieu (arménien : Սուրբ Մարիամ-Աստուածածին Հայ Առաքելական եկեղեցի) est une église apostolique arménienne située avenue Bourgain à Issy-les-Moulineaux.

## Description

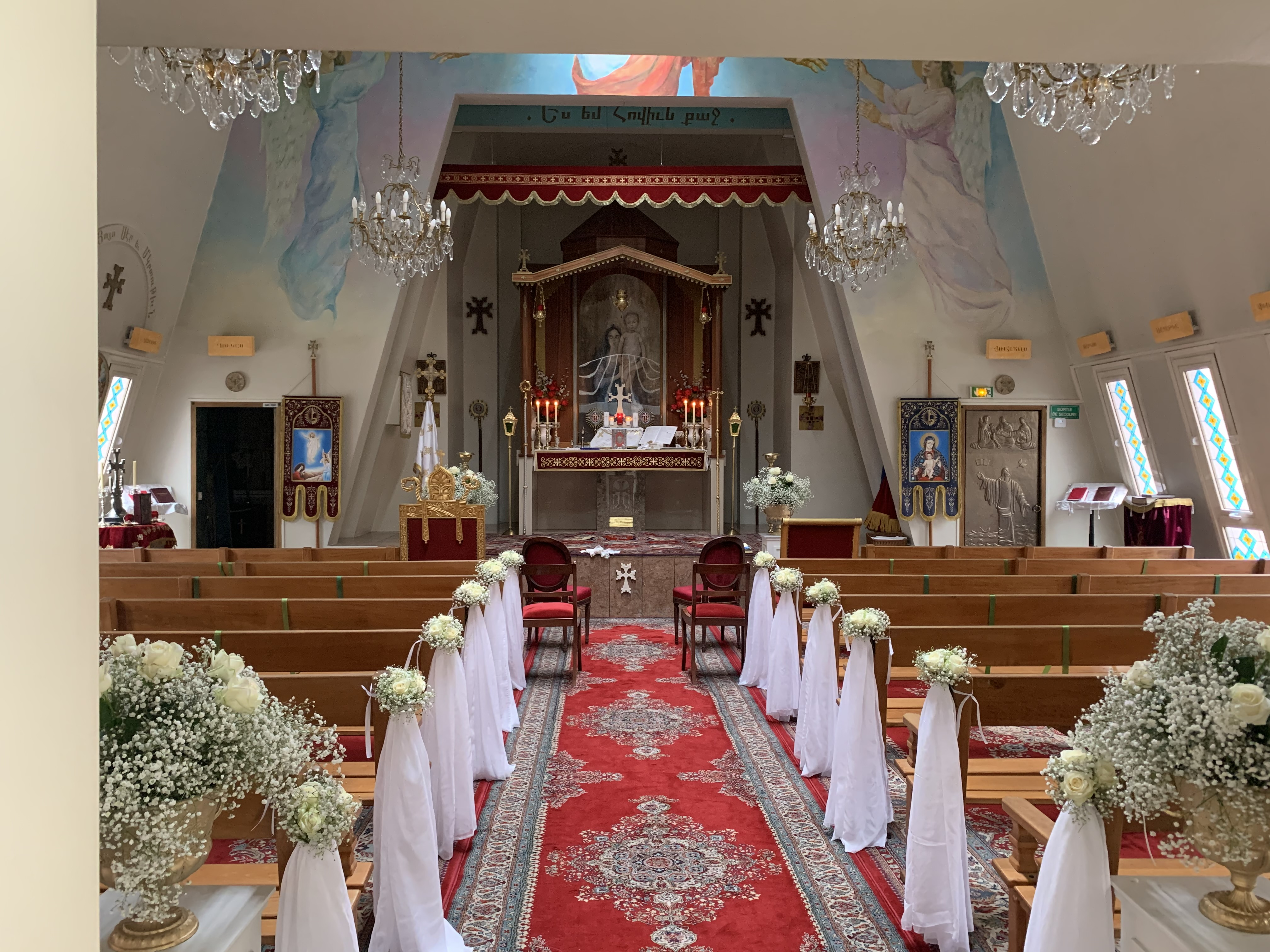
Un jour de mariage.

L'autel, reconstruit au début des années 2000, puis consacré le 7 avril 2001 par Mgr Kude Nakachian, est l'œuvre de l'architecte Dikran-Manuel Deirmendjian.

## Historique

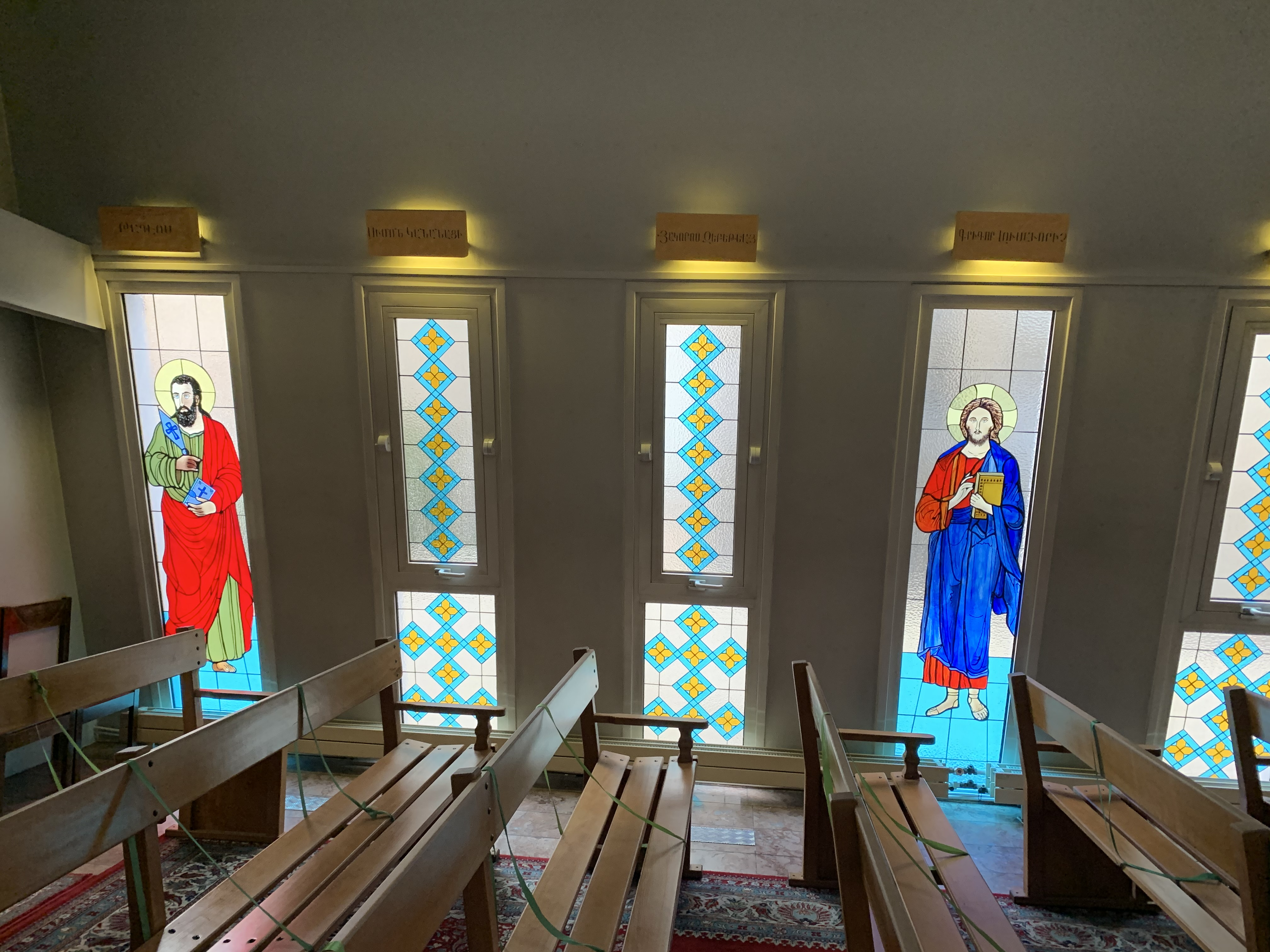
Les vitraux.

Afin de pourvoir aux besoins spirituels de la communauté arménienne d'Issy-les-Moulineaux, un comité de construction fut mis en place par le révérend Père Norvan Zakarian. Il fit appel à la générosité des fidèles, et parmi ceux-ci, Mr Nourhan Fringhian.
La première pierre a été posée le 31 mars 1973 par Mgr Sérovpé Manoukian. Elle fut consacrée le 15 juin 1975 par SS. Vazguen Ier.